# Dalekie głosy, spokojne życie
Dalekie głosy, spokojne życie (ang. Distant Voices, Still Lives) – brytyjski dramat filmowy z 1988 roku w reżyserii i według scenariusza Terence’a Daviesa. 

## Opis fabuły
Film ukazuje życie rodzinne klasy robotniczej w Liverpoolu w latach 40. i początku lat 50. XX wieku, zwracając szczególną uwagę na rolę muzyki popularnej, kina hollywoodzkiego, lekkiej rozrywki i domu publicznego w funkcjonowaniu lokalnej społeczności.
Obraz składa się z dwóch oddzielnych części, nakręconych w odstępie dwóch lat, ale z udziałem tej samej obsady i ekipy. Pierwsza część, Dalekie głosy, to kronika życia katolickiej rodziny z klasy robotniczej, żyjącej w cieniu brutalnego i terroryzującego ją ojca. W drugiej części, Spokojnym życiu, dzieci dorastają i odnajdują się w zupełnie innej Wielkiej Brytanii z lat 50., jeszcze sprzed ery rock and rolla i czasów The Beatles.

## Nagrody i wyróżnienia
Film został uhonorowany m.in. Nagrodą FIPRESCI na 41. MFF w Cannes, Złotym Lampartem na MFF w Locarno oraz Złotym Kłosem na MFF w Valladolid. W 2007 roku Brytyjski Instytut Filmowy ponownie wydał i rozpowszechnił film w najbardziej znanych brytyjskich kinach niezależnych, dzięki czemu Dalekie głosy, spokojne życie dosłużyły się miana autobiograficznego arcydzieła Daviesa.
W przeprowadzonym w 2011 roku przez „Time Out” plebiscycie na 100 najlepszych brytyjskich filmów wszech czasów, Dalekie głosy, spokojne życie znalazły się na trzecim miejscu.